# Nuttalliella namaqua
Nuttalliella namaqua — вид паразитоформих кліщів монотипової родини Nuttalliellidae ряду Ixodida.

## Етимологія
Рід Nuttalliella названий на честь британського бактеріолога Джоржа Генрі Наттолла. Видова назва namaqua вказує на етнічний регіон Нама у Південній Африці.

## Поширення
Вид поширений у Південно-Африканській Республіці та Намібії, де виявленно шість осередків поширення. У 1976 році також зареєстрований в Танзанії.

## Спосіб життя
Ендопаразит. Живиться кров'ю даманів, сурикатів, гризунів роду Parotomys. Також виявлений на тілі ластівки Hirundo abyssinica.